# أريزونا كايوتيز
أريزونا كايوتيز (بالإنجليزية: Arizona Coyotes) هو فريق هوكي جليد أمريكي محترف يلعب في شعبة المحيط الهادئ من القسم الغربي في دوري الهوكي الوطني (NHL).